# June Shenfield
June Edith Shenfield est une poétesse australienne, née à Łódź le 7 avril 1956, et morte dans le 5e arrondissement de Paris le 12 décembre 2004.

## Biographie
June Shenfield est une poétesse, dramaturge et artiste de performance qui a vécu et travaillé à Paris pendant une grande partie de sa vie. Elle a écrit des poèmes expérimentaux en vers libres destinés à être lus à haute voix. Elle a été influencée par des figures littéraires comme Antonin Artaud et Allen Ginsberg.
En 1985, elle a ouvert avec son mari, Ken Shepherd, la première galerie et librairie en France consacrée à l'art et aux publications australiennes, Cannibal Pierce, qui a poursuivi ses activités jusqu'en 1991.
Dans l'introduction de son livre Tristesse, June Shenfield a indiqué que ses textes « ont été écrits pour la scène. Voix, intonation et gestuelle sont des facteurs essentiels de que j’estime être la résurrection d’une tradition poétique de déclamation bien oubliée aujourd’hui [...] Il a été dit que je joue de mon corps et de ma voix comme d’un instrument. [...] Je me réclame d’Artaud, Céline et Ginsberg ».
Un prix portant son nom a été créé pour récompenser un poète australien émergent.
Elle est inhumée au cimetière de Montmartre 25e division.

## Publications
- Anne Van der Linden, Jean Rouzaud, Jean-Louis Costes et June Shenfield (ill. Anne Van der Linden), La Caverne Sentimentale : Œuvres et Contributions, Achères, United Dead Artists, 2000, 112 p. (EAN 2650009364108)
- Tristesse, traduit par Jean Migrenne, aux éditions L’inventaire, à Caen en 2004.
- Plusieurs textes de performances ont été publiés par Bullet in the Head Publications.